# Elezioni politiche suppletive in Italia del 1998
Le elezioni politiche suppletive italiane del 1998 sono le elezioni tenute in Italia nel corso del 1998 per eleggere deputati o senatori dei collegi uninominali rimasti vacanti.

## Camera dei deputati

### Collegio Lombardia 1 - 6
Le elezioni politiche suppletive nel collegio elettorale di Milano 6 si sono tenute il 21 giugno 1998 per eleggere un deputato per il seggio lasciato vacante da Achille Serra (FI), dimessosi il 31 marzo 1998. Il collegio è formato da parte del territorio di Milano.
| Partito                            | Partito                                                                                         | Candidato                          | Risultati 21 giugno 1998 | Risultati 21 giugno 1998 |
| Partito                            | Partito                                                                                         | Candidato                          | Voti                     | %                        |
| ---------------------------------- | ----------------------------------------------------------------------------------------------- | ---------------------------------- | ------------------------ | ------------------------ |
|                                    | Forza Italia - AN - CCD - Partito Pensionati - Polo per le Libertà                              | Gaetano Pecorella                  | 16 647                   | 51,80                    |
|                                    | L'Ulivo                                                                                         | Angelo Mattioni                    | 9 171                    | 28,54                    |
|                                    | Lega Nord                                                                                       | Giovanni Bernardelli               | 3 245                    | 10,10                    |
|                                    | Lista Marco Pannella                                                                            | Marco Pannella                     | 964                      | 3,00                     |
|                                    | Leoncavallo                                                                                     | Luca Ghezzi                        | 877                      | 2,73                     |
|                                    | Partito Umanista                                                                                | Giorgio Schultze                   | 726                      | 2,26                     |
|                                    | Fronte Nazionale Italiano                                                                       | Marinella Cartolari                | 509                      | 1,58                     |
|                                    |                                                                                                 |                                    |                          |                          |
| Iscritti                           | Iscritti                                                                                        | Iscritti                           | 106 931                  | 100,00                   |
| ↳ Votanti (% su iscritti)          | ↳ Votanti (% su iscritti)                                                                       | ↳ Votanti (% su iscritti)          | 33 285                   | 31,13                    |
| ↳ Voti validi (% su votanti)       | ↳ Voti validi (% su votanti)                                                                    | ↳ Voti validi (% su votanti)       | 32 139                   | 96,56                    |
| ↳ Schede non valide (% su votanti) | ↳ Schede non valide (% su votanti)                                                              | ↳ Schede non valide (% su votanti) | 1 146                    | 3,44                     |
| ↳ Astenuti (% su iscritti)         | ↳ Astenuti (% su iscritti)                                                                      | ↳ Astenuti (% su iscritti)         | 73 646                   | 68,87                    |
|                                    |                                                                                                 |                                    |                          |                          |
|                                    | Esito: collegio confermato a Forza Italia - AN - CCD - Partito Pensionati - Polo per le Libertà |                                    |                          |                          |

## Riepilogo
| Data      | Camera              | Circoscrizione | Collegio     | Partito | Partito | Parlamentare uscente | Partito | Partito | Parlamentare eletto |
| --------- | ------------------- | -------------- | ------------ | ------- | ------- | -------------------- | ------- | ------- | ------------------- |
| 1º giugno | Camera dei Deputati | Lombardia 1    | 6 (Milano 6) |         | FI      | Achille Serra        |         | FI      | Gaetano Pecorella   |